# Cyllopoda puta
Cyllopoda puta är en fjärilsart som beskrevs av Embrik Strand 1921. Cyllopoda puta ingår i släktet Cyllopoda och familjen mätare. Inga underarter finns listade i Catalogue of Life.